# Kévatta-szutta
A Kévatta-szutta (páli: Kévatta, szanszkrit: Kévaddha) a théraváda buddhizmushoz tartozó páli kánon részét képező Dígha-nikája 34 szuttája közül a tizenegyedik. A cím egy Kévatta nevű világi buddhistáról kapta, aki meghívta Buddhát magához, hogy bizonyítsa spirituális felsőbbrendűségét természetfeletti képességeinek használatával. Buddha kifejti, hogy a természetfeletti képességek birtoklása a spirituális fejlettségi szintnek nem érvényes mérőfoka, ugyanis ezeket a képességeket hamisítani lehet varázslással is.
Ezen felül Buddha az erényről tart beszédet, amelyben kifejti, hogy az erényes magaviselet mutatja meg igazán egy tanító spirituális szintjét. Elmagyarázza, hogy az erényes magaviselettel nagyobb erőre lehet szert tenni, mint a hagyományos varázslással.
Ez a szutta fontos szövegnek számít a buddhista tudományokban, ugyanis Buddha természetfeletti erőkkel szemben tanúsított hozzáállása szembe megy kora népszerű védikus nézeteivel.

## Tartalma
Buddha három csodát nyilvánít ki a szuttában, a szellemi erő, a gondolatolvasás és az elme irányításának csodáját:
|  | „Kévatta, három csoda van, amit én kinyilvánítottam, melyek tudását közvetlenül megszereztem és felismertem önmagamban. Melyik ez a három? A szellemi erő csodája, a gondolatolvasás csodája és az elme irányításának csodája... És mi a szellemi erő csodája? Az, amikor a szerzetes, sokrétű szellemi erejét használja. Aki egy volt, az többé válik, s aki több volt, abból egy lesz. Feltűnik és eltűnik. Akadálytalanul hatol át falakon, bástyákon és hegyeken, úgy, miként az üres téren. Föl- és alámerül a földbe, mintha az víz lenne. Sétál a vízen anélkül, hogy elsüllyedne, úgy, mintha az szárazföld lenne. Keresztbe tett lábakkal ülve átszáll a levegőn, ahogyan a madár szárnyal. Kezeivel megérinti és megsimogatja még a Napot és a Holdat is, olyan hatalmas és erős. És testével befolyást gyakorol még olyan messzire is, mint a Brahma-világok... És mi a gondolatolvasás csodája? Az, amikor a szerzetes olvassa más lények elméjét, a tudatának eseményeit, a gondolatait, a tűnődéseit és fontolgatásait... És mi az elme irányításának csodája? Az, amikor a szerzetes ily módon ad utasításokat: Irányítsd gondolataidat ebbe az irányba, ne irányítsd másik irányba. Kövesd az ilyen tudattartamokat, és ne kövesd azokat. Hagyd ezek elmúlását, hatolj bele és maradj meg abban a tudatállapotban.” |
|  | |

Ezt követően Buddha kifejti az erényről alkotott nézetét – lásd: síla. A kifejtés kitér a különböző elhivatottságú gyakorlókra, és eszerint három szinten határozza meg az erkölcsösséget, az erények kisebb, közepes és nagy csoportját.
Elmagyarázza, hogy a szerzetes a következő képességekkel bír és a ezeket gyakorolja. Képes uralni az érzékeit, nem ragadtatja el magát, nem válik kapzsivá. Tudatosságot és éberséget gyakorol, kevéssel beéri és elégedett. Elhagyja a következő öt akadályt: 
1. érzéki vágyak (kámaccsanda): az a fajta akarás, amely a látás, hallás, szaglás, ízlelés és érintés érzékelésében keresi a boldogságot.
2. rossz-akarás (vjápáda; vagy bjápáda):  mindenféle elutasító gondolatok, ellenséges érzések, megbánás, utálat és keserűség.
3. Lustaság-zsibbadtság (thína-middha): a test nehézsége, a tudat tunyasága, amely tehetetlenséget és súlyos depressziót okoz.
4. Nyughatatlanság-aggodalom (uddhaccsa-kukkuccsa): a tudat lecsendesítésének képtelensége.
5. Kétség (vicsikiccsá): a meggyőződés vagy bizalom hiánya.

Buddha ismerteti az összpontosítás négy tudatszintjét, amelyekből különböző örömök származnak. Ezek közismertebb neve a dhjána. A meditáció célja, hogy lenyugtassa, megerősítse és élesítse tudatát annak érdekében, hogy a jelenségek igaz természetét vizsgálni tudja, és belátást nyerjen az mulandóság, a szenvedés és az éntelenség természetébe.
Az összeszedett elme tiszta és fényes, szeplőtelen, hibáktól mentes, irányítható, kezelhető, szilárd és megzavarhatatlan, ezáltal „felismeri önmagában, hogy: ’Ez az én testem, alakkal rendelkezik, a négy őselemből tevődik össze, anyától és apától született, amit rizzsel és zabkásával tápláltak, alávetett a változásnak, betegségnek, hanyatlásnak, szétesésnek és szétszóródásnak. És ez az én öntudatom, ami itt megalapozott és itt megbéklyózott”. Az ilyen összeszedett elme képes létrehozni egy gondolattestet és képes természetfeletti erőket uralni:
|  | „Aki egy volt, az többé válik, s aki több volt, abból egy lesz. Feltűnik és eltűnik. Akadálytalanul hatol át falakon, bástyákon és hegyeken, úgy, miként az üres téren. Föl- és alámerül a földbe, mintha az víz lenne. Sétál a vízen anélkül, hogy elsüllyedne, úgy, mintha az szárazföld lenne. Keresztbe tett lábakkal ülve átszáll a levegőn, ahogyan a madár szárnyal. Kezeivel megérinti és megsimogatja még a Napot és a Holdat is, olyan hatalmas és erős. És testével befolyást gyakorol, még olyan messzire is, mint a Brahma-világok.” |
|  | |

Ezen felül az összeszedett elme képes arra, hogy megismerje más lények gondolatait, korábbi életeinek emlékeit, képes a lények eltüntetésére és újra megjelentetésére, a gondolatburjánzások megszüntetésére. Buddha a szutta legvégén elmagyarázza a négy nagy elem maradéktalan megszűnését. A tanítás lényege, hogy a nem azt kell keresni, hogy hogyan hanem, hogy hol szüntethető meg a négy nagy elem maradéktalanul. Ez a következőképpen magyarázza:
„Ahol a tudat határtalan, és fénye mindent betölt,
Ott a víz, föld, tűz és szél sem létezik,
Ott a hosszú és rövid, durva és finom, jó és rossz, név és forma véget ért.
A tudat tevékenységének megszüntetésével ez mind véget ért.”